# 傲毛翅尺蛾
傲毛翅尺蛾（学名：Trichopteryx fastuosa）为尺蛾科毛翅尺蛾屬下的一个种。